# Hesperophanini
Los hesperofaninos (Hesperophanini) son una tribu de coleópteros crisomeloideos de la familia Cerambycidae.

## Géneros
Tiene los siguientes géneros:
- Aesiotyche - Africophanes - Alastos - Anatinomma - Anoplomerus - Aspitus - Austranoplium - Austrophanes - Blabinotus - Bouchardius - Brittonella - Brothylus - Cacophrissus - Catoptronotum - Cerasphorus - Cetimaique - Cidugala - Corupella - Crinarnoldius - Dubiefostola - Eburiomorpha - Eucrossus - Eusapia - Garissa - Garnierius - Gastrophacodes - Gnatholea - Grammicosum - Haplidus - Hesperanoplium - Hespereburia - Hesperophanes - Hesperophanoschema - Hesperophymatus - Heteraneflus - Hololeprus - Limernaea - Liosteburia - Malobidion - Meganoplium - Megosmidus - Nesophanes - Oebarina - Oemophanes - Oraphanes - Osmidus - Paracorupella - Paraliostola - Parandraceps - Perilasius - Phacodes - Phrynocris - Phymatioderus - Potiaete - Rusapeana - Stromatiodes - Stromatium - Swaziphanes - Thecladoris - Tippmannia - Tomentophanes - Trichoferus - Tropicophanes - Turcmenigena - Tylonotus - Vilchesia - Xeranoplium - Xuthodes - Zamodes - Zathecus - Zoodes